# USS Chafee (DDG-90)
USS Chafee (DDG-90) — ескадрений міноносець КРО типу «Арлі Берк» ВМС США. сороковий корабель цього типу в складі ВМС, будівництво яких було схвалене Конгресом США.

## Назва
Корабель отримав назву на честь сенатора Джона Лестера Хаббарда Чейфі (1922—1999), ветерана битви при Гуадалканалі, який також був Міністром військово-морських сил США з 1969 по 1972 роки. 

## Будівництво

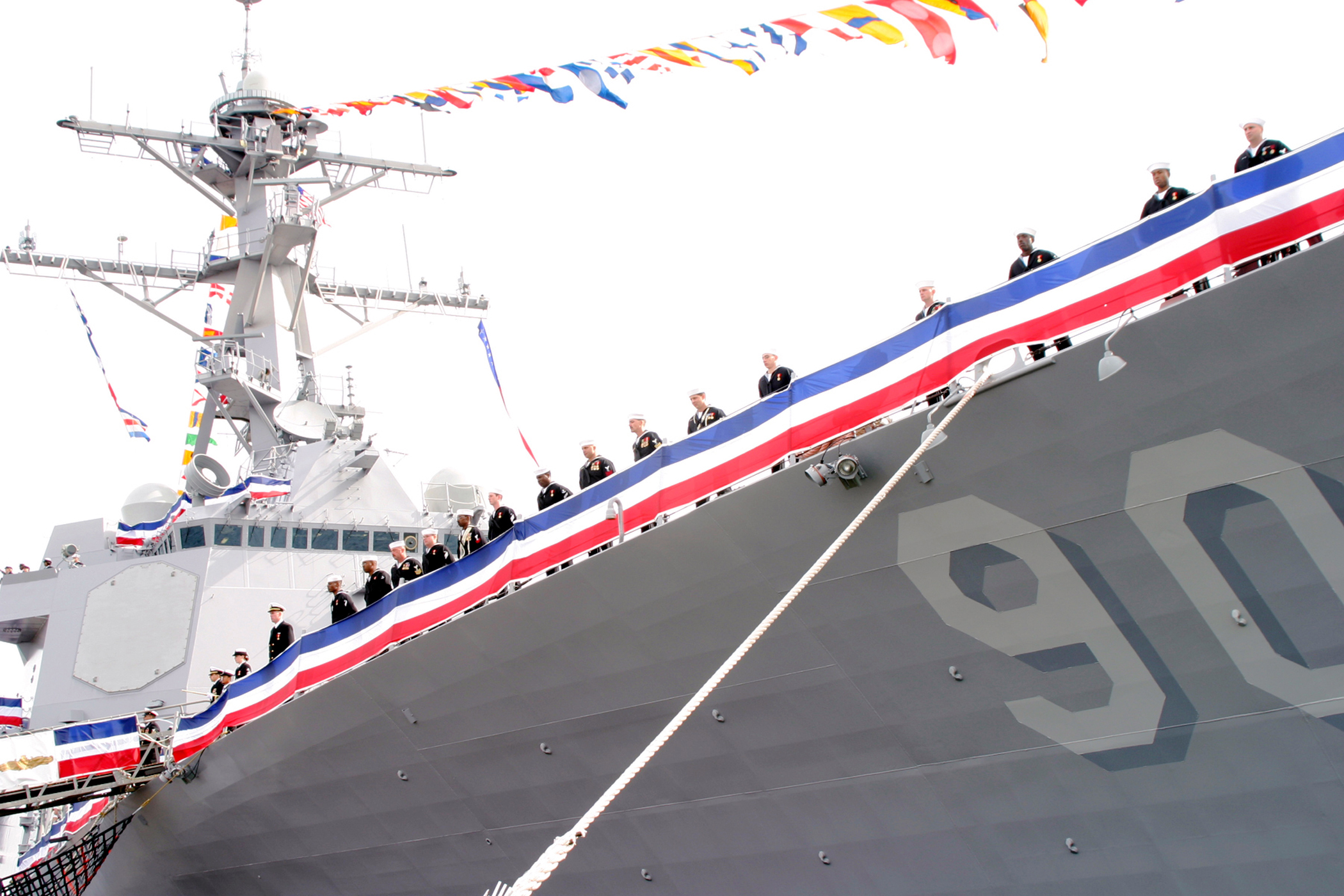
Церемонія введення в експлуатацію USS Chafee (DDG 90)

Контракт на будівництво корабля був підписаний 6 березня 1998 року з суднобудівною компанією Bath Iron Works, розташованої на річці Кеннебек в Баті, штат Мен. Церемонія закладання кіля відбулася 12 квітня 2001 року. Спущений на воду 2 листопада 2002 року. 11 листопада 2002 відбулася церемонія хрещення. Хрещеними корабля стали Вірджинія Чейфі, дружина сенатора Джона Лестера Хаббарда Чейфі, в честь якого названий корабель, і Діана Блер, дружина адмірала у відставці Денніса К. Блера, колишнього командувача Тихоокеанським флотом США. Корабель введено в експлуатацію 18 жовтня 2003 року на військово-морській базі Ньюпорт, штат Род-Айленд. 19 грудня прибув до порту приписки Перл-Харбор, Гаваї, завершивши 70-денний транзитний перехід з Бата, штат Мен.

## Бойова служба
В липні 2014 року взяв участь в міжнародному навчанні «RIMPAC 2014».
У 2016 році на кораблі проводились ремонтні роботи.
23 вересня 2017 року приєднався до ударної групи авіаносця USS «Ronald Reagan» (CVN-76) на північний схід від Окінави, щоб взяти участь в спільних навчаннях з кораблями морської самооборони Японії. 2 жовтня прибув з чотириденним візитом в Гонконг. 10 жовтня в рамках операції «вільне судноплавство» пройшов поблизу Парасельских островів у Південно-Китайському морі. З 18 жовтня в складі ударної групи взяв участь в триденних навчаннях «MCSOFEX-2017», які проходили спільно з ВМС Південної Кореї. 21 жовтня прибув з триденним візитом в порт Пусан.
Корабель активно експлуатується у розгортаннях в західній частині Тихого океану, в зоні відповідальності 5-го і 7-го флотів ВМС США.
В грудні 2020 року есмінець став першим кораблем ВМФ США, який запустив нову версію крилатої ракети «Tomahawk» Block V. Tomahawk Block V повинен стати новою «довгою рукою» американського флоту, істотно розширивши його можливості.

## У популярній культурі
Будівництво USS Chafee та USS Momsen, починаючи від початкового різання сталі до морських випробувань, було задокументовано на каналі Discovery Channel в документальному фільмі "Destroyer: Forged in Steel". 